# Acanthixalus sonjae
Acanthixalus sonjae é uma espécie de anfíbio anuro da família Hyperoliidae. É considerada quase ameaçada pela Lista Vermelha da UICN. Está presente em Costa do Marfim e Gana.